# Bernardo de Velasco
Bernardo Luis de Velasco y Huidobro (Villadiego, 1765 – Asunción, 1822) è stato un militare spagnolo. Fu l'ultimo governatore spagnolo dell'Intendenza del Paraguay, deposto dalla rivoluzione del 1811.

## Biografia
Arruolatosi giovane nell'esercito spagnolo, partecipò alle campagne contro i rivoluzionari francesi, distinguendosi nella guerra del Rossiglione nel 1793. Nel 1803 arrivò nell'America del Sud con il grado di colonnello e l'incarico di governatore di Misiones, nel quale succedette a Santiago de Liniers.
Nel 1806 venne nominato governatore dell'Intendenza del Paraguay, conservando la carica di governatore di Misiones. In quest'ultima provincia fu nominato come suo subalterno il tenente colonnello Tomás de Rocamora.
Durante la prima invasione britannica inviò alcune truppe per unirsi a quelle del viceré Sobremonte intendeva riconquistare Buenos Aires; queste furono poi dirottate ad Asunción in seguito all'arrivo della notizia della riconquista effettuata da Liniers. L'anno successivo, all'arrivo della notizia dell'invasione di Montevideo e dell'imminente ritorno dei britannici a Buenos Aires, diresse le sue truppe verso la capitale del Vicereame. Qui si distinse tra i più agguerriti capi militari nella difesa della città. Promosso al grado di generale, tornò ad occupare la carica di governatore del Paraguay.
Nel 1809 diresse una spedizione contro la giunta formata a Montevideo da Francisco Javier de Elío, che però non arrivò a destinazione, dissolta d'autorità dal nuovo viceré, Baltasar Hidalgo de Cisneros.
Nel 1810, allo scoppio della Rivoluzione di Maggio a Buenos Aires, non riconobbe l'autorità della Prima Giunta, anche se ebbe alcuni gesti di avvicinamento. Alla fine giurò fedeltà al Consiglio di Reggenza di Cadice. Da parte sua, invece, Rocamora riconobbe l'autorità della Giunta e separò la provincia di Misiones dall'obbedienza a Velasco.
Prevedendo un attacco, organizzò un esercito di 6000 uomini, in genere reclute, per respingere qualunque tentativo. L'attacco previsto si realizzò alla fine dell'anno, quando Manuel Belgrano entrò dal sud della provincia con un piccolo esercito di 600 soldati, parte dei quali reclutati nella zona di Misiones.
Belgrano eluse con facilità nello scontro di Campichuelo l'unico serio tentativo fatto da Velasco per impedirgli di attraversare il fiume Paraná. Nelle settimane successive avanzò verso Asunción, mentre la scarsa popolazione e le guarnigioni militari si ritiravano di fronte all'avanzata. Velasco aveva deciso di aspettare Belgrano al centro della zona più intensamente popolata del Paraguay, oltre il fiume Tebicuary.
Dopo che per alcuni giorni i nemici si guardarono attraverso il fiume, Belgrano attaccò con le sue scarse forze. La fanteria paraguaiana si ritirò, e il governatore fuggì in direzione di Asunción. La sproporzione numerica, tuttavia, era troppo grande per non decidere le sorti dello scontro: la battaglia di Paraguarí fu vinta dagli uomini di Velasco, e Belgrano fu obbligato a retrocedere.
Velasco inviò il generale Manuel Cabañas all'inseguimento di Belgrano, che fu attaccato e sconfitto nella battaglia di Tacuarí. Tuttavia, l'energica difesa del generale indipendentista gli permise di ritirarsi con quasi tutti i suoi uomini, e ad inviare al Cabildo di Asunción una bozza di trattato di pace con Buenos Aires.
L'invasione e i proclami di Belgrano accesero tuttavia le aspirazioni indipendentiste dei paraguaiani. Il 14 maggio 1811, un pronunciamiento militare guidato dal capitano Fulgencio Yegros obbligò Velasco ad accettare due ulteriori associati al governo dell'Intendenza. Nel mese successivo cercò di chiedere aiuto all'esercito portoghese per soffocare le istanze rivoluzionarie, ma un Congresso lo destituì definitivamente.
Gradualmente, nel corso degli anni successivi, il governo del Paraguay passò nelle mani di José Gaspar Rodríguez de Francia, che fu nominato dittatore a vita. Quest'ultimo mantenne il Paraguay indipendente, anche se non formalmente, dalle Province Unite del Río de la Plata, che diverranno più tardi la Repubblica Argentina.
Velasco visse gli anni successivi in un modesto alloggio. Nel 1819, senza ragioni apparenti, il dittatore fece incarcerare tutti gli spagnoli residenti in Paraguay, forse sospettandoli di complicità con i suoi nemici. Velasco morì in carcere; alcuni autori ritengono che visse fino al 1831, ma è più credibile che sia morto attorno al 1822.